# Epsilon Bootis
Epsilon Bootis (ε Boo / ε Bootis) este o stea din constelația Boarul. Ea poartă și numele tradiționale Izar sau Pulcherrima.

## Caracteristici fizice

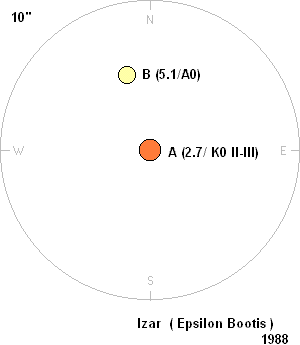
Cele două componente ale sistemului binar Epsilon Bootis

Izar este  de fapt o stea binară, constituită dintr-o gigantă portocalie strălucitoare și dintr-o stea mai mică din secvența principală. Giganta portocalie este o stea în stadiul târziu al evoluției sale stelare, epuizându-și rezervele de hidrogen. Înainte ca steaua mai mică să fi atins acest stadiu al evoluției sale, steaua primară va fi pierdut o mare parte  din masa sa  într-o nebuloasă planetară și va fi evoluat  într-o pitică albă, iar perechea își va fi cvasischimbat rolurile: steaua primară devenind o pitică slab luminoasă, în timp ce steaua de tip A va străluci ca o gigantă luminoasă portocalie.
Cele două componente ale sistemului binar Epsilon Bootis sunt separate de circa 185 u.a., cu o perioadă orbitală de peste 1.000 de ani.

## Denumiri
Numele de Izar provine din arabă: ازار izār „vălul”, iar numele de Pulcherrima provine din latină: „cea mai frumoasă”.
În astronomia chineză, această stea face parte din asterismul Genghe care reprezintă un scut care îl protejează pe regele ceresc Dajiao (α Bootis/Arcturus).

## Observare
Sistemul de stele poate fi vizualizat cu ochiul liber pe timp de noapte, dar rezolvarea perechii se poate face doar cu un telescop sau o lunetă cu apertura de cel puțin 76mm.